# Elmo囲い
- 将棋 > 囲い > Elmo囲い
- 将棋 > 将棋の戦法 > 居飛車 > Elmo囲い

| 9  | 8  | 7  | 6  | 5  | 4 | 3 | 2 | 1 |    |
|    |    |    |    |    |   |   |   |   | 一 |
|    |    |    |    |    |   |   |   |   | 二 |
|    |    |    |    |    |   |   |   |   | 三 |
|    |    |    |    |    |   |   |   |   | 四 |
|    |    |    |    |    |   |   |   |   | 五 |
|    |    | 歩 |    | 歩 |   |   |   |   | 六 |
| 歩 | 歩 |    | 歩 | 銀 |   |   |   |   | 七 |
|    | 角 | 玉 | 銀 |    |   |   |   |   | 八 |
| 香 | 桂 | 金 |    | 金 |   |   |   |   | 九 |

elmo囲い（エルモがこい）とは、将棋の囲いの一つである。対抗形における居飛車側の玉形として用いられる囲いで、コンピュータ将棋ソフトのelmoが対振り飛車での居飛車側の囲いとして多く採用したことからこの呼称が定着するようになった。

## 概要
将棋プログラム・elmoによる採用をきっかけに定着した囲いで、対抗形における居飛車側の新たな囲い方として注目を集めた。居飛車側は7八玉・6八銀・7九金型に陣形を組み、機を見て右金を多くの場合は5八ではなく5九に寄せることで、金銀3枚が連結した連携の良い布陣が構築される。
elmo（エルモ）は2017年の世界コンピュータ将棋選手権で優勝し、さらにフリーで公開されたことで多くの棋士が研究に取り入れるようになった将棋ソフトである。2020年4月1日には、第47回将棋大賞にて升田幸三賞に選ばれた。コンピュータ将棋ソフトが受賞するのは初である。
エルモ囲い急戦は、主に角道を止めた振り飛車に対して多く使われる。それまであまり使われていなかった玉の囲い方をエルモが好み、それが優秀ということで注目された。
下図が三間飛車に対して用いられる局面のひとつである。エルモ囲いの骨子はこの▲7九金と寄った手で、玉の下に金がいる形は安定感がある。従来の囲いは▲6九金をそのままにして4九の金を5八に上がることが多かったが、中央が手厚い半面、将来的に△9九角成と馬を作られるようになった時や、8七の地点を狙われた時に、玉が一気に危険になってしまっていた。それに比べるとエルモ囲いは8八をカバーしているだけでなく、6九からの逃走ルートもあるため玉が広く、簡素ながら見た目以上に耐久力のある囲いになっている。4九の金はそのままか、展開によって▲5九金や▲5八金で固めていく。▲5九金と寄った形は従来見ない格好であったが、金銀の連結が良く意外に堅い。
| 9  | 8  | 7  | 6  | 5  | 4  | 3  | 2  | 1  |    |
| 香 | 桂 |    | 金 |    |    |    | 桂 | 香 | 一 |
|    | 王 | 銀 |    | 金 |    | 飛 |    |    | 二 |
|    | 歩 | 歩 | 歩 |    | 銀 | 角 | 歩 | 歩 | 三 |
| 歩 |    |    |    | 歩 | 歩 | 歩 |    |    | 四 |
|    |    |    |    |    |    | 歩 | 歩 |    | 五 |
| 歩 |    | 歩 |    | 歩 | 銀 |    |    |    | 六 |
|    | 歩 |    | 歩 |    | 歩 |    |    | 歩 | 七 |
|    | 角 | 玉 | 銀 |    |    |    | 飛 |    | 八 |
| 香 | 桂 | 金 |    |    | 金 |    | 桂 | 香 | 九 |

| 9  | 8  | 7  | 6  | 5  | 4  | 3  | 2  | 1  |    |
| 香 | 桂 |    | 金 |    |    |    | 桂 | 香 | 一 |
|    | 王 | 銀 |    | 金 |    | 飛 |    |    | 二 |
|    | 歩 | 歩 | 歩 |    | 銀 | 角 | 歩 | 歩 | 三 |
| 歩 |    |    |    | 歩 | 歩 | 歩 |    |    | 四 |
|    |    |    |    |    | 歩 |    | 歩 |    | 五 |
| 歩 |    | 歩 |    | 歩 |    | 歩 |    |    | 六 |
|    | 歩 |    | 歩 | 銀 |    |    |    | 歩 | 七 |
|    | 角 | 玉 | 銀 |    |    |    | 飛 |    | 八 |
| 香 | 桂 | 金 |    |    | 金 |    | 桂 | 香 | 九 |

右の金を攻めに繰り出す4六金戦法や棒金戦法で昭和の時代にもこの7九金の囲いは指されていた。ただし金2枚で囲えない状況でコンパクトな囲いを求めたもので、現代のエルモ囲い急戦とはやや趣が違う。
一例に、図1は△5三歩-4二銀型三間飛車から△5四歩▲4六銀△4三銀▲3五歩と進む。三間飛車に対して3筋を攻めるのは少し率が悪そうであるが、従来の急戦と比べて玉が堅いので、攻めになればペースをつかむことができる。仕掛けとしては4六銀左戦法対四間飛車の急戦に近いが、どこかで後手の飛車先が直通しても、金を4九に置いたままなら、成り込みを気にしなくてよいのが強みとなっている。図から△3五同歩▲同銀と銀が進めれば先手十分である。棒銀系の攻めは銀が五段目に進出できればさばくめどが立つので指せるのである。以降は△4二角が一例で、先手は▲3八飛のような展開で戦うことが予想される。
別の仕掛けもある。図2のように△4三銀と上がった場合は、▲4六歩で角交換を目指しにいく。序盤の駆け引きで、後手が早めに△4三銀を上がった場合などにも有力である。以下△5四歩▲4五歩とぶつけていく。△4五同歩なら▲3三角成△同桂▲2四歩△同歩▲同飛で、飛車先の突破に成功する。△4二銀型に対して▲4六歩から▲4五歩と攻めても▲3三角成に△同銀があるため、△4三銀型のみに有効な攻め筋である。図2では△4二飛と歩のぶつかった筋に飛車を振ることになり、先手は▲3七桂で攻めに厚みを加える手や、▲5九金と寄って飛車のにらみをかわしておくかなどもある。こちらの仕掛けは四間飛車対4五歩早仕掛けに近い。
このようにエルモ囲い急戦は、相手の出方次第で仕掛けのパターンも変わっていく。まだ出始めたばかりで定跡も整備されておらず、これからの数年でどんどん進化していくとみられる。